# 猛虎英雄傳
《猛虎英雄傳》（英語：Ek Tha Tiger）是一部2012年印度印地語動作驚悚片，由卡比爾·罕執導並與尼萊什·米斯拉聯合編劇，監製阿迪提亞·曹帕拉身兼故事創作，沙曼·罕、卡特麗娜·卡芙、蘭維爾·肖里、羅森·賽斯、吉里什·卡纳德和加维·查哈尔主演。本片由雅什·拉吉影片公司出品，也是YRF間諜宇宙的首部電影。電影中，印度間諜「猛虎」（沙曼·罕飾演）得趕在巴基斯坦之前攔截情報，但在愛上敵方特務柔雅（Zoya，卡芙飾演）後卻走入了歧途。
本片是卡比爾·罕與雅什·拉吉影片公司繼《喀布爾快遞》（2006年）及《紐約》（2009年）之後的第三次合作，也是雅什·拉吉與沙曼·罕的首次合作。本片製作過程非常複雜，包括發生拍攝延遲、劇本重寫，以及時常臨時增加演員。電影2011年8月開始主要拍攝，一直持續到2012年7月，取景地包括都柏林、哈瓦那、曼谷、伊斯坦堡和德里；音樂主要由蘇海爾·森作曲，配樂的主打單曲和主題曲〈上帝的恩賜〉（Mashallah）則由薩吉—瓦吉編寫。
《猛虎英雄傳》原定2012年6月在印度上映，後改定2012年8月15日於印度以及海外上映。電影獲得了影評界的普遍正評，更在院線上映中創下了多項票房紀錄，全球票房超過33.5億盧比（6258萬美元），成為2012年票房最高的印地語電影，並在印度電影票房史排上第36位。未經通貨膨脹因素調整，本片以5.79億盧比（1084萬美元）創下了當時國內首週末票房最高的紀錄。《猛虎英雄傳》贏得第14屆國際印度電影大獎的最佳特效獎，並獲得五項人民票選獎，其中包括最佳影片、最佳男主角（沙曼·罕）及最佳女主角（卡芙）。續集為2017年上映的《猛虎已覺醒》。

## 劇情
印度調查分析局（RAW）特務「猛虎」前往伊拉克，被迫殺死叛逃到巴基斯坦三軍情報局（ISI）的部下拉賓德。猛虎的上司薛諾伊對他的任務總是充滿暴力感到失望，於是派他去愛爾蘭都柏林監視基德瓦教授。基德瓦是在都柏林三一學院任教的印度科學家，涉嫌開發新型反飛彈技術，ISI疑似也想得到該技術。
猛虎化名傳記作家曼尼希·錢德拉，聲稱正在寫一本關於基德瓦和其他印度學者的書。為了進入他的家，猛虎與基德瓦的印度裔英國兼職管家柔雅成為了朋友；柔雅也是三一學院的舞蹈學生。隨著朝夕相處，猛虎與柔雅墜入愛河，她邀請他觀看由基德瓦贊助、自己編排的大學戲劇《吾兒，皮諾丘》（My Son, Pinocchio）。幾天後，猛虎在家中遭神秘人襲擊，導致他和同事格比擔心自己的身分已被洩露。戲劇演出當天，猛虎看到襲擊者後，在都柏林追趕他，導致猛虎在大眾面前公開阻止了都柏林轻轨相撞事故。演出期間，格比致電猛虎，基德瓦家中有動靜，於是猛虎在表演中途離開。在教授家中，猛虎發現柔雅是ISI特務，其任務是竊取基德瓦的研究成果。
柔雅拒絕將研究成果交給猛虎並與他一起返回印度；猛虎擊敗了先前襲擊自己的神秘人費羅茲後放走了柔雅。回到印度後，猛虎要求不再執行外勤，並與他的同事巴格一起完成了分析工作，巴格向他展示了一條截獲的巴基斯坦秘密訊息。巴格推斷消息是由柔雅植入，以告知猛虎自己計劃抵達伊斯坦堡即將舉行的聯合國會議。在會議期間，猛虎和柔雅相遇並決定私奔；在誤導各自的機構前往哈萨克斯坦阿斯塔納後，猛虎和柔雅前往古巴哈瓦那。
猛虎和柔雅在哈瓦那幸福生活了一小段時間，直到合作阻止一場搶劫後，兩人的身影都被監視器拍下，導致RAW和ISI都來到此地找人。兩人試圖逃離哈瓦那，但柔雅被古巴警方逮捕並移交給ISI。隨後，猛虎遇見了格比，並告知柔雅為脫身而打算與RAW合作，這說服格比帶著人馬協助猛虎。猛虎等人成功從ISI的阿布拉上尉車隊手中救走柔雅，但猛虎卻自行帶著柔雅搭乘附近田野的一架輕型飛機逃脫；過程中，猛虎被格比開槍打傷，但未致命。一段時間後，猛虎致電給薛諾伊稱，當巴基斯坦和印度不再需要ISI和RAW時，他和柔雅就會回家。
在電影尾聲，ISI和RAW各將猛虎和柔雅標記為「失蹤」，但於義大利威尼斯、南非開普敦、瑞士蘇黎世和英國倫敦等地收到了猛虎和柔雅的目擊報告。

## 演員

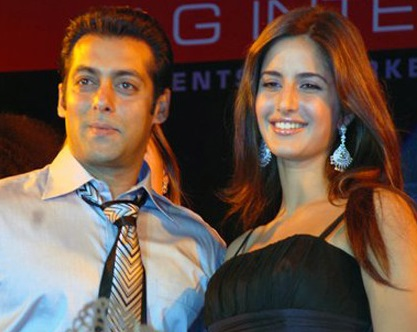
《猛虎英雄傳》是沙曼·罕和卡特麗娜·卡芙合作的第四部長片。

- 沙曼·罕飾演阿維納希·「猛虎」·辛格·拉索爾：RAW特務，化名曼尼希·錢德拉（Manish Chandra）臥底監視基德瓦教授。
- 卡特麗娜·卡芙飾演柔雅·「Zee」·胡邁米（Zoya "Zee" Humaimi）：ISI特務，臥底對付猛虎的行動。
- 蘭維爾·肖里（英语：Ranvir Shorey）飾演格比·艾利亞（Gopi Arya）：RAW特務兼猛虎的管理者。
- 羅森·賽斯（英语：Roshan Seth）飾演安瓦爾·基德瓦（Anwar Kidwai）：印度科學家、都柏林三一學院教授，其飛彈研究成為RAW和ISI的目標。
- 吉里什·卡纳德（英语：Girish Karnad）飾演阿吉特·薛諾伊（Ajit Shenoy）：RAW負責人。
- 加维·查哈尔（英语：Gavie Chahal）飾演阿布拉（Abrar）：隸屬ISI的一名上尉。
- 薩馬爾·賈伊·辛格（英语：Samar Jai Singh）飾演拉賓德（Rabinder）：叛逃到ISI的RAW特務。
- 拉金德拉·塞蒂（Rajender Sethi）飾演巴格（Bagga）：RAW技術分析師。
- 艾索克·阿瓦西（Ashok Awasthi）飾演印度外交部長（英语：Minister of External Affairs (India)）
- 扎克西斯·漢達迪亞（Zarksis Khandhadia）飾演巴基斯坦外交部長（英语：Minister for Foreign Affairs (Pakistan)）
- 茱希·帕瑪（英语：Juhi Parmar）飾演伊斯坦堡新聞記者

## 發行

### 院線
《猛虎英雄傳》2012年8月15日在全球發行；此日期恰逢印度獨立日。該片在國內3300家戲院上映，這項紀錄直到同年稍晚在3700家戲院上映的《沙曼·罕之爆裂警官2》打破。《猛虎英雄傳》在全球550個大銀幕上映，但由於擔心影片中巴基斯坦的形象，該片並未在寶萊塢的主要市場巴基斯坦上映。卡比爾·罕反對並稱本片不會宣揚反巴基斯坦情緒；但這項決定仍被維持。本片2013年7月在日本東京首映，並在日本70家戲院放映，成為日本上映最廣泛的印地語寶萊塢電影。《猛虎英雄傳》首週末收入的約60%來自訂票；電影2012年8月15日至9月3日在都柏林電影世界放映，經常售空，而其他影院隨後也提高了票價。

### 家用媒體
《猛虎英雄傳》2012年9月25日由YRF家庭娛樂（YRF Home Entertainment）發行DVD，2012年10月9日發行藍光光碟、藍光3D和超高畫質藍光。數位和藍光發行包括場景特輯、刪減鏡頭和幕後花絮。藍光版本中引入了Dolby TrueHD 96k上採樣以及Dolby Surround 7.1音效。
根據The Numbers網站的數據，實體版電影的首週發售是印度家庭媒體發行最多的產品。藍光版佔銷售量的79%，其中超高畫質藍光版佔總銷售量的3%。

## 外部連結
- 互联网电影数据库（IMDb）上《猛虎英雄傳》的资料（英文）
- 《猛虎英雄傳》的Bollywood Hungama頁面
- 爛番茄上《猛虎英雄傳》的資料（英文）